# Free Soil (Michigan)
Free Soil – wieś w Stanach Zjednoczonych, w stanie Michigan, w hrabstwie Mason.